# بلقيس فالح
بلقيس فالح فنانة ومغنية عراقية معروفة، بدأت الغناء وهي فتاة في الثامنة من عمرها على خشبة مسرح الإدارة المحلية في بهو الناصرية، ثم بعدها تعاونت مع الملحن رضا علي في إنتاج باكورة أغانيها الشهيرة للأطفال. واستمرت بالغناء حتى بلغت أغانيها 300 أغنية. ولقد فازت بلقيس بالجائزة الأولى لأغنية الطفل في دمشق عن أغنية دان دن وهي من كلمات الشاعر فاروق سلوم وألحان حسين قدوري. وساهمت في إعداد وتقديم المئات من حلقات برنامجيّ عالم الأطفال، ومع الأطفال. وشاركت في عدد من المسرحيات للأطفال من أمثال مسرحية السندباد، ومسرحية الدجاجة الشاطرة. لم تكتفِ بلقيس بأغاني الأطفال، حيث مثلت العراق في العديد من المحافل الدولية، وكانت عضوًا في فرقة الموشحات العراقية حتى اعتزالها في عام 1979م. ولها خمسة ألبومات غنائية موجهة للبالغين منها ألبوم عشتار وآخرها ألبوم «سلّم علي» من إنتاج شركة روتانا.